# Kartellverbot
Als Kartellverbot wird im Kartellrecht das Verbot von wettbewerbsbeschränkenden Absprachen oder Vereinbarungen zwischen konkurrierenden Unternehmen bezeichnet.

## Allgemeines
Das Kartellverbot dient in einer Marktwirtschaft der Sicherstellung eines funktionsfähigen Wettbewerbs auf den Märkten. Dieser Wettbewerb würde durch Wettbewerbsbeschränkungen behindert. Deshalb werden Absprachen oder Vereinbarungen unter Konkurrenten dann als unwirksam erklärt, wenn diese eine Wettbewerbsbeschränkung beabsichtigen. Vom Kartellverbot gibt es nur wenige Ausnahmen, die sich auf bestimmte Wirtschaftszweige beziehen.
Über die Einhaltung des Kartellverbots wachen in Deutschland das Bundeskartellamt bzw. die Landeskartellbehörden und auf Unionsebene die Europäische Kommission.

## Rechtsfragen
Das allgemeine Kartellverbot ergibt sich aus der Generalklausel des § 1 GWB, wonach Vereinbarungen zwischen Unternehmen, Beschlüsse von Unternehmensvereinigungen und aufeinander abgestimmte Verhaltensweisen, die eine Verhinderung, Einschränkung oder Verfälschung des Wettbewerbs bezwecken oder bewirken, verboten sind. Diese abschließende Aufzählung erwähnt als Normadressaten Unternehmen und Unternehmensvereinigungen. Es handelt sich bei dieser Generalklausel um das Kartellverbot im engeren Sinne.
Das Kartellverbot erfasst horizontale und vertikale Vereinbarungen. Horizontal betrifft Vereinbarungen zwischen Unternehmen auf der gleichen Ebene (etwa Preisabsprachen und horizontale Integration), vertikale Abreden gibt es zwischen unterschiedlichen Verarbeitungsstufen oder Handelsstufen. Das ist etwa der Fall, wenn ein Automobilhersteller ein Unternehmen auf der vorgelagerten Verarbeitungsstufe (etwa einen Zulieferer) oder der nachgelagerten Handelsstufe (Automobilhändler) aufkauft (vertikale Integration).
Durch das Generalklauselprinzip ist eine Unterscheidung zwischen einzelnen Kartellarten überflüssig. Normen-, Typen- oder Konditionenkartelle haben regelmäßig Auswirkungen, die über den lokalen und regionalen Bereich hinausgehen. Sie sind daher geeignet, den zwischenstaatlichen Handel zu beeinträchtigen. Aufgrund des erweiterten Vorrangs des europäischen Wettbewerbsrechts kann deutsches Recht insoweit nicht vom europäischen Recht abweichen. Aus diesen Gründen wurden auch die Regelungen über Spezialisierungskartelle, Strukturkrisenkartelle, Rationalisierungskartelle und Einkaufsgemeinschaften aufgehoben.
Elektrizitäts- und Gasversorgungsunternehmen dürfen eine marktbeherrschende Stellung gemäß § 29 GWB nicht missbrauchen und keine ungünstigeren Entgelte oder Geschäftsbedingungen fordern als Unternehmen auf vergleichbaren Märkten.
Die Marktgegenseite fällt nur dann in den Schutzbereich des Kartellverbots nach § 1 GWB, wenn sich die Absprache oder ein abgestimmtes Verhalten gezielt gegen bestimmte Abnehmer oder Lieferanten richtet. Aus der Marktstruktur und der Neigung der Anbieter zur Wettbewerbsbeschränkung ergeben sich erhebliche Nachteile für die Marktstellung des Verbrauchers.

## Wirkungen des Verbots
Vereinbarungen und Beschlüsse, die gegen das Kartellverbot verstoßen, sind von Anfang an unwirksam. Sind auf der Grundlage einer Vereinbarung, die gegen das Kartellverbot verstößt, Leistungen ausgetauscht worden, so müssen sie unter Umständen nach Bereicherungsrecht rückabgewickelt werden.
Darüber hinaus kann das Bundeskartellamt den beteiligten Unternehmen aufgeben, das verbotene Verhalten einzustellen. Außerdem ist der Verstoß gegen das Kartellverbot ordnungswidrig und kann mit Bußgeld bis zu 1.000.000 Euro (§ 81c GWB) bzw. bis zu 10 % des (Gesamt-)Unternehmensumsatzes geahndet werden (§ 81c Abs. 2 GWB). Daneben besteht die Möglichkeit, den durch den Verstoß erzielten Mehrerlös abzuschöpfen (§ 34 GWB).
Zivilrechtlich schließlich können Unterlassungs- und Schadensersatzansprüche insbesondere von Wettbewerbern in Betracht kommen.

## Ausnahmen
Vom Kartellverbot ausgenommen sind als Legalausnahme die so genannten „freigestellten Vereinbarungen“ (§ 2 GWB), Mittelstandskartelle (§ 3 GWB), Landwirtschaft (§ 28 GWB), die vertikale Preisbindung von Zeitungen und Zeitschriften (§ 30 GWB) und die Wasserversorgungsunternehmen (§ 31 GWB).

## Europäische Kartellverbote
Deutsche und europäische Kartellverbote können wie folgt gegenübergestellt werden:
| Regelungsart                                      | Deutschland (GWB)                                                                 | EU-Wettbewerbsrecht (AEUV) |
| ------------------------------------------------- | --------------------------------------------------------------------------------- | --- |
| Kartellverbot mit Ausnahmen                       | § 1 GWB (horizontale und vertikale Vereinbarungen) Ausnahmen: § 2 GWB und § 3 GWB | Art. 101 AEUV (horizontale und vertikale Vereinbarungen) mit Ausnahmen                                                            |
| Fusionskontrolle                                  | § 35 ff. GWB                                                                      | Verordnung (EG) Nr. 139/2004 vom 20. Januar 2004 über die Kontrolle von Unternehmenszusammenschlüssen (Fusionskontrollverordnung) |
| Missbrauchsverbot für marktbeherrschende Stellung | § 19 ff. GWB                                                                      | Art. 102 AEUV |
| Bekämpfung staatlicher Wettbewerbsbeschränkungen  | -                                                                                 | Art. 106 AEUV, Art. 107 AEUV |

Das Wettbewerbsrecht der EU wird für die EU-Mitgliedstaaten mit dem Kartellverbot des Art. 101 Abs. 1 AEUV dominiert, das mit dem Binnenmarkt als unvereinbar und verboten ansieht alle Vereinbarungen zwischen Unternehmen, Beschlüsse von Unternehmensvereinigungen und aufeinander abgestimmte Verhaltensweisen, welche den Handel zwischen den Mitgliedstaaten zu beeinträchtigen geeignet sind und eine Verhinderung, Einschränkung und Verfälschung des Wettbewerbs bezwecken oder bewirken. Nach der Rechtsprechung des EuGH erfordert die volle Wirksamkeit des europäischen Kartellverbots, dass grundsätzlich „jedermann“ Schadensersatz verlangen kann, der ihm durch einen Vertrag, der den Wettbewerb beschränken oder verfälschen kann, oder durch ein entsprechendes Verhalten entstanden ist.